# Diversidad sexual en las Islas Salomón
Las personas del colectivo LGBT+ en las Islas Salomón se enfrentan a ciertos desafíos legales y sociales no experimentados por otros residentes. La actividad sexual entre personas del mismo sexo ha sido ilegal desde su criminalización en la década de 1880.

## Legalidad de la actividad entre personas del mismo sexo
La participación en actos sexuales anales con otra persona se castiga con hasta 14 años de prisión en virtud del Artículo 160, Capítulo 26 del Código Penal de las Islas Salomón. Intentar el coito anal puede ser castigado con hasta siete años de prisión. Los actos de «indecencia grave», incluso en privado, pueden ser castigados con cinco años de prisión. Sin embargo, el Departamento de Estado de los Estados Unidos informó que no hubo informes en 2010, 2011, 2012, o 2013, de arrestos o procesamientos dirigidos a personas LGBT.

## Reconocimiento de las parejas del mismo sexo
No existe ningún tipo de reconocimiento hacia las parejas formadas por personas del mismo sexo en forma de matrimonio o de unión civil en las Islas Salomón, por ende, el estado de este país de Oceanía tampoco reconoce a la familia homoparental. En las Islas Salomón no están prohibidas constitucionalmente las uniones civiles o el matrimonio entre personas del mismo sexo; sin embargo, es improbable que se apruebe un proyecto de ley en los próximos años que pueda permitir que las parejas del mismo sexo tengan el mismo derecho que las parejas heterosexuales a acceder a las uniones civiles o al matrimonio.

## Condiciones de vida
Es aconsejable que los ciudadanos homosexuales y lesbianas que estén de viaje en las islas eviten las manifestaciones públicas de afecto, que podrían clasificarse según el código penal de las Islas Salomón como un acto de indecencia, un delito grave, por el que podrían ser encarcelades durante cinco años.
La Comisión de Reforma Legislativa propuso legalizar el estatus de homosexuales y lesbianas en diciembre de 2008, pero la medida se opuso firmemente. El gobierno le dijo a las Naciones Unidas en 2011 que no tenía intención de despenalizar la homosexualidad.
Las Islas Salomón están reformando su Constitución. En el primer borrador de 2009 de la nueva Constitución de la República Federal Democrática de las Islas Salomón propuesta, la «orientación sexual» se incluyó explícita y recientemente como un motivo prohibido de discriminación. En el borrador de 2011 y el borrador de 2013, no se mencionó la «orientación sexual». En el último segundo borrador de 2014 (publicado el 6 de mayo de 2014), se declaró explícitamente que la «orientación sexual» no es un motivo prohibido de discriminación. Esta concesión constitucional de discriminación por «orientación sexual» contradice los derechos humanos internacionales. Existe una creciente preocupación por la Constitución que permite la discriminación por motivos de orientación sexual. El director ejecutivo de una organización de derechos LGBT ha mencionado que consideran involucrar a un experto especial de las Naciones Unidas para que intervenga en la legislación pendiente. Si uno lee literalmente el último borrador de la próxima Constitución, incluso permite la defensa del odio —y la incitación a causar daño— sobre la base de la orientación sexual. Se espera que la Constitución recién redactada reemplace de hecho la Constitución existente a fines de 2016.